# Камзетцер, Ян Кристиан
Ян Кристиан Камзетцер (пол. Jan Chrystian Kamsetzer; 1753, Дрезден — 25 ноября 1795, Варшава) — польский архитектор и декоратор. Один из ведущих представителей классицизма в архитектуре Польши.

## Биография

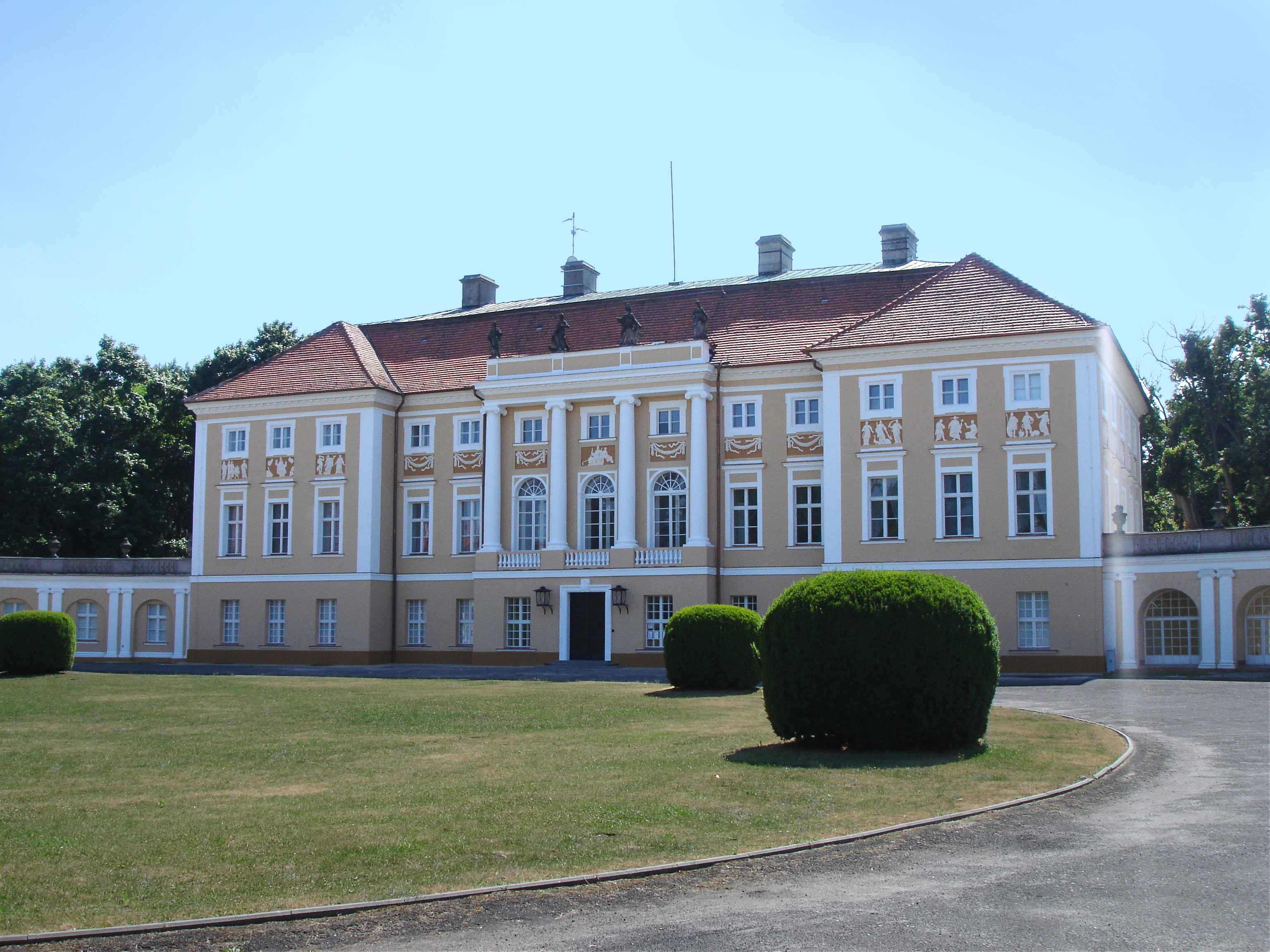
Дворец в Павловицах

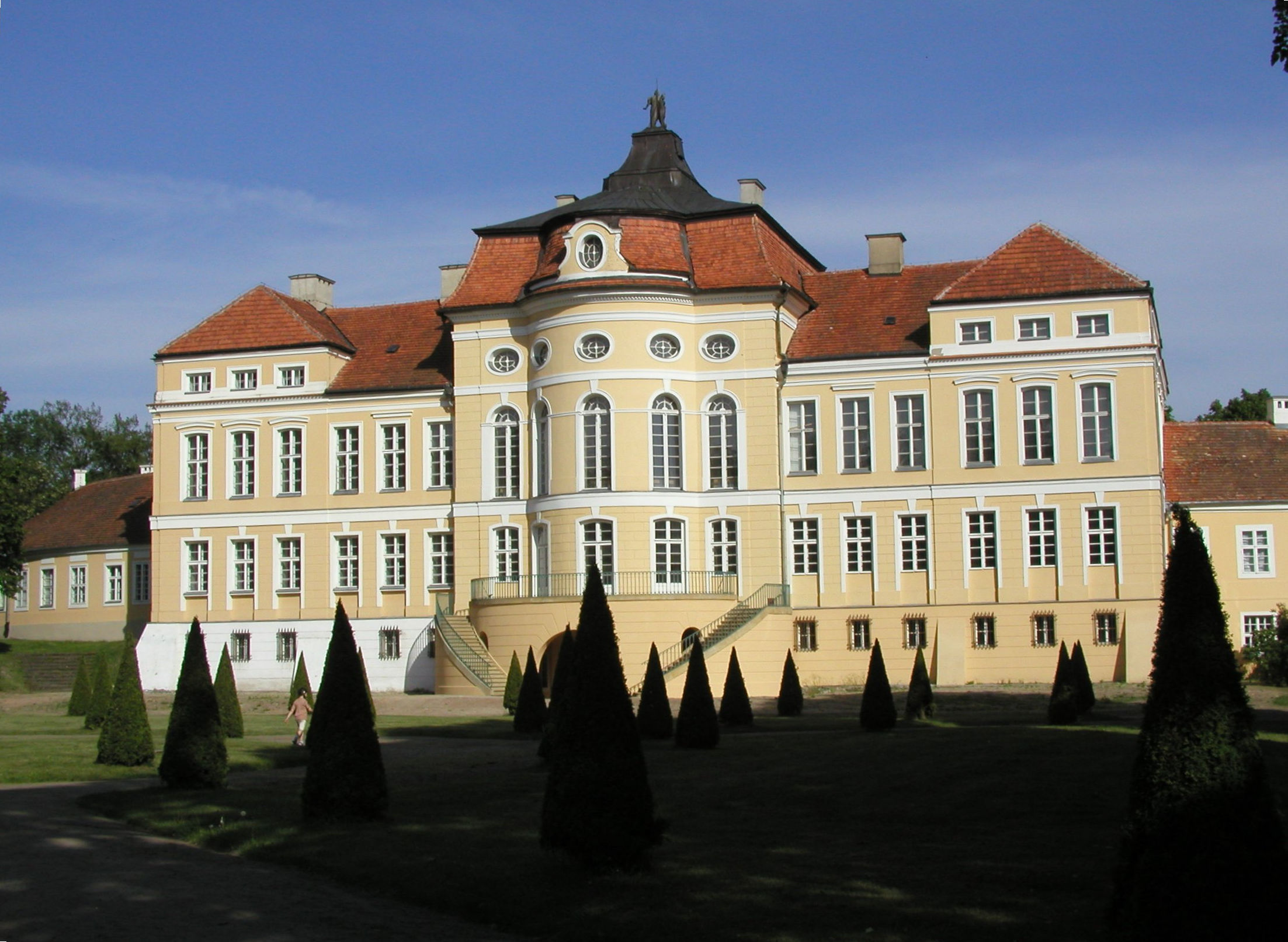
Дворец в Рогалине

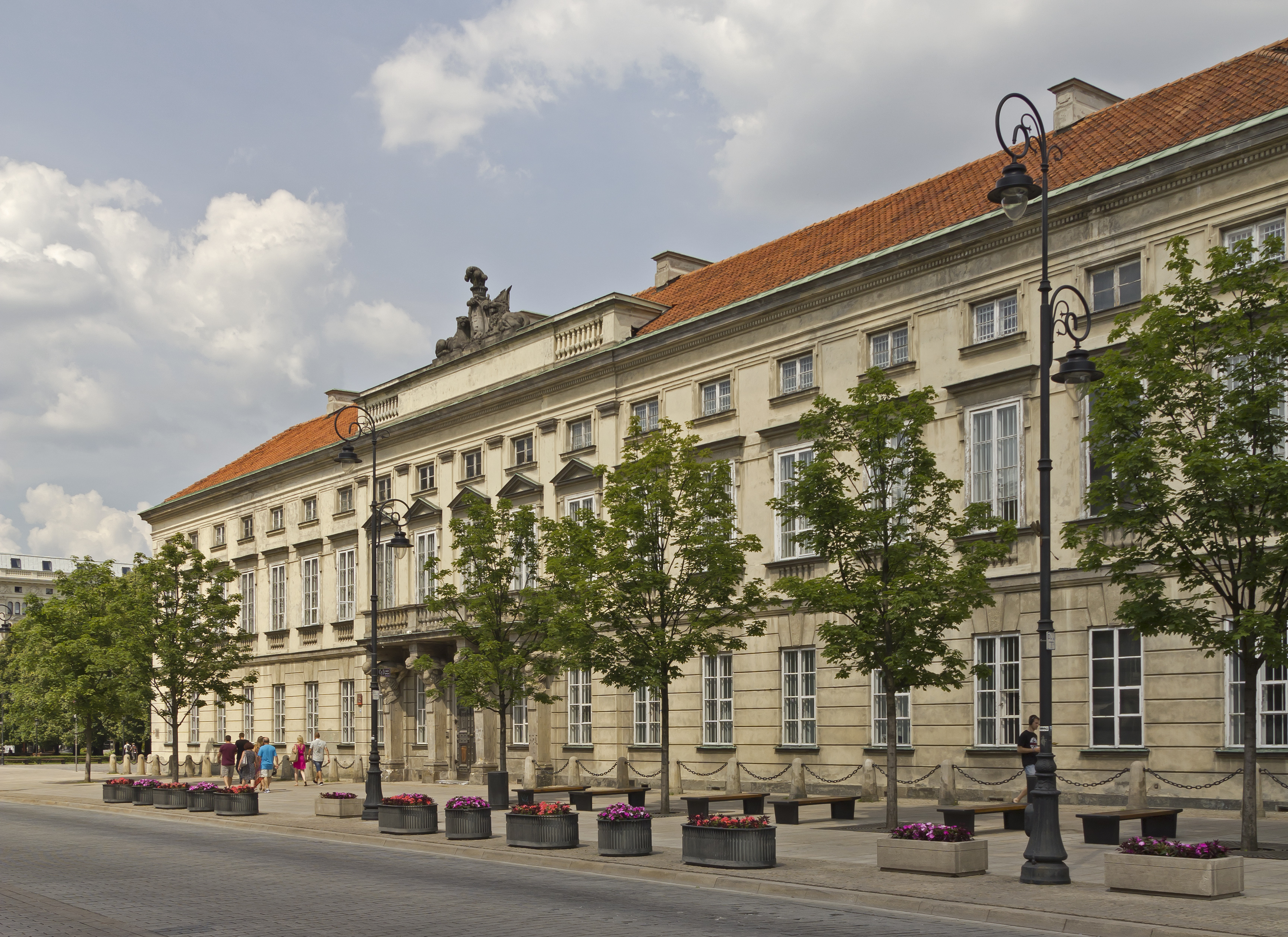
Дворец Тышкевичей (Варшава) (1786)

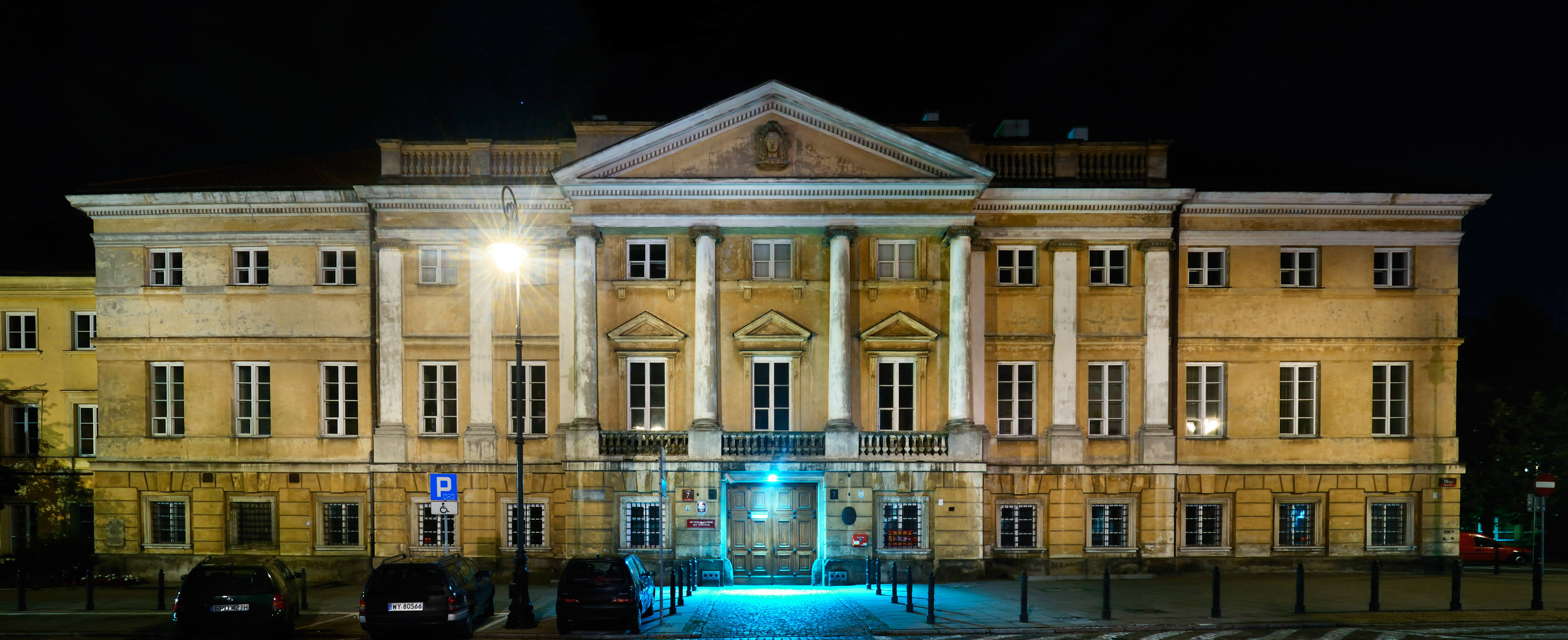
Дворец Рачинских (Варшава) (1787—1789)

Немец по происхождению. Сын пекаря. После окончания дрезденской академии живописи, скульптуры, гравюры и архитектуры, с 1773 жил и работал в Варшаве. Служил придворным архитектором польского короля Станислава Августа Понятовского.
Активно сотрудничал с архитектором Доминико Мерлини, вместе с которым занимался полномасштабным обновлением и перестройкой королевского дворца в Варшаве (1779—1785), созданием Лазенковского дворца (1793—1795) и дворца в Рогалине.
Совершил путешествие по Греции, Турции, Италии, Франции и Англии.
В 1790—1791 году по его проекту был построен Летний театр на берегу южного пруда в варшавском парке Лазенки. Полукруглый зрительный зал выполнен в форме античного амфитеатра. Напротив него на острове расположилась сцена с постоянными декорациями в виде древних руин. Такая форма при проектировании зрительного зала стала популярна в Европе с появлением графических рисунков открытого в 1709 году Геркуланума. Форма руин, украшающих сцену, взята из Forum Romanum, который архитектор увидел в путешествии по Италии. Оригинальным решением было использование канала с водой для отделения сцены от зрительного зала.
По проектам архитектора построен ряд дворцов и других объектов в Польше.
В 1790 году Камзетцер получил дворянство. В 1794 году в чине капитана участвовал в восстании Костюшко.
В следующем году умер. Похоронен на лютеранском кладбище Варшавы.